# Pierre Quillard
Pierre Quillard (1864-1912) nasceu na França, foi poeta, anarquista e tradutor de textos antigos. Amigo íntimo de Bernard Lazare foi também um dreyfusard assumido.